# Medusa (uitgeverij)
Uitgeverij Medusa was een Belgische stripuitgeverij van beeldverhalen in Berchem (Antwerpen).
Eddy Crauwels was de zaakvoerder van de uitgeverij.
Na de dood van Crauwels, heeft Stripwinkel Alex te Berchem (Antwerpen) een deel van de activiteiten overgenomen.

## Uitgaven
Uitgeverij Medusa was onder andere bekend van de stripreeksen die ze uitbracht, zoals Territorium en De keuken van de duivel door Karl Tollet en Damien Marie.